# ドノヴァン・バイン
ドノヴァン・バイン (Donovan Baine) は、カプコンの2D対戦型格闘ゲーム『ヴァンパイア』シリーズに登場する架空の人物。
この記事では、ドノヴァンに関連する人物として同作に登場するディーとアニタについても併せて述べる。

## キャラクター設定
人と魔族の狭間で苦悩する、人と魔族とのハーフの男。幼少期に母と共に各地を旅していた頃、訪れたある町の住人に罵倒され、襲われたのをきっかけに己の中に流れる血が暴走し、住民たちを母もろとも自分の手で殺すという大量殺人を引き起こしてしまう。この時に自分が魔族とのハーフ（半魔族）であることを悟る。それ以来、自身に流れる魔族の血を呪い、仏門に入ってチベットの寺院に篭り、長期間修行に打ち込んできた。それでも血の疼きは収まることはなく、絶望を糧にダークハンターになった後に立ち寄った孤児院で、超能力を持つがゆえに迫害され、感情を失った少女アニタと出会う。その姿を幼き日の自分と重ね合わせたドノヴァンは、孤児院からアニタを引き取り、ともに行動するようになった。やがて自分が完全な魔族になってしまうことを悟り、自分やアニタのような悲しみを生まないためにも全ての魔を狩ることを誓い、ダークストーカーズとの戦いへと足を踏み入れる。
『ハンター』でのエンディングでは、ダークストーカーの返り血を浴び続けたことによりダークストーカーそのものへと変貌してしまう。そんな彼の姿を見てアニタは失われていた感情を取り戻し、涙を流す。その10年後、成長したアニタは、姿を消したドノヴァンに思いを馳せる。しかし、そのドノヴァンは、僅かに残った理性にしがみつきながら闇と戦い、アニタの名を呟くという悲劇的な内容になっている。その後に表示されるエピローグでは、ルーマニアの森の中にある闇の住人の館に住みつき、若い娘を夜な夜な拉致しては生き血を吸う、悲しげな目をした魔物の存在が語られる。
家庭用の『セイヴァー』では「アニタと出会った日の晩に魔剣ダイレクを介してアニタの悪夢の世界（未来の世界での魔次元）に迷い込む」という『ハンター』より過去の時代の設定になっている。悪夢のために敵側に付いているアニタを見て、ドノヴァンは悪夢を打ち払うために魔次元で戦い、奔走することになる。なお、最終ボスのジェダはドノヴァンに対し、アニタをジェダのもとへ連れてきたことに感謝する。エンディングでは、ジェダを倒したことにより魔次元は消え失せ、悪夢の中のアニタの心に魔剣ダイレクを通じてドノヴァンが語りかける。彼は全てのダークストーカーを倒すまで、人の血に賭けてアニタを守ることを誓う。
ドノヴァンの姿は、アジア風の民族衣装を身にまとった青年である。巨大な魔剣ダイレクを背負い、それを制御するための大きな数珠を肩から掛けている。先端に飾りをつけた長い三つ編みの髪型をしている。顔に「ビンディ」と呼ばれる眉間の印と鼻筋を白く塗る化粧を施し、長く伸びた耳たぶが特徴的。己の中の魔族の血を憎むがゆえに、勝利メッセージでも相手に対する憎悪を露にし、強い口調で言い切るものが多い。
関連作品ではドノヴァンを主役としたドラマCDが製作され、『スーパーパズルファイターIIX』で外部作への参戦も果たすなど、『ヴァンパイア』シリーズを基にした漫画や小説などの関連作品中では、比較的多く主役として描かれている。『スーパーパズルファイターIIX』でのドノヴァンは、他のキャラクターたちがコミカルにアレンジされているにもかかわらず、勝利台詞などは1人だけ原作同様シリアスなままとなっていた。『ポケットファイター』には参戦していないが、おもちゃ屋ステージの背景でドノヴァンが出演し、迷子のアニタを探していた。
ホームステージは『ハンター』では「UNKNOWN」（デミトリのROMANIAステージを基調としているが、「炎が燈っていない」「背景が全体的に暗い」などの相違点がある）、『ハンター2』と『セイヴァー2』と家庭用『セイヴァー』では「UNKNOWN」に似た「REVENGER'S ROOST（復讐者の仮宿）」という名前のステージ。『スーパーパズルファイターIIX』では洞窟ステージ（モリガンのアーンスランド城前ステージと似ているが、配色や遠景が異なる）。
ドノヴァンの『セイヴァー』以降での乱入キャラクターは3作品全てで異なっている。家庭用『セイヴァー』ではフォボス、『セイヴァー2』および『クロニクル』ではバレッタ、『ハンター2』ではデミトリが乱入してくる。
OVAでは自分の血に苦悩している様子やアニタとの出会いなども描かれている。初登場は第一話の終盤だが、主人公的な位置づけで描かれている。フォボスの分析では、デミトリやモリガンと同等の力を持っているとされ、フォボスの大群相手に圧倒的な戦闘能力を発揮した。最終回では己の迷いを断ち切り、デミトリを始めとするダークストーカーでも歯が立たなかったパイロンを撃破した。
グラフィックデザイナーの石井誠によると、『セイヴァー』の新キャラクターとして「ダークストーカー化したドノヴァン」、「成長したアニタ」がいたが、いずれもインパクトが強くなかったことと、キャラクターとして安く見えてしまうという理由で、比較的早い段階で消えたという。また、設定資料集などには、没となったドノヴァンやアニタのエンディングのイラストが描かれている。

### 魔剣ダイレク
魔剣ダイレク (Dhylec) は「忌まわしい力を発するもの」とされて寺院に封印されていた物をドノヴァンが発見して接収した。実は魔界生物の一種で、ドノヴァンの力を増幅する効果を持つ。ドノヴァンが身につけている数珠は、ダイレクを制御するためである。
必殺技「キルシュレッド」で剣を突き刺したまま放置すると、ダイレクはイライラし始め、最終的に眠ってしまう。この演出は『スーパーパズルファイターIIX』でも、ドノヴァンの余裕ポーズ中の演出として採用されている。

## ゲーム上の特徴
地上でのパンチ攻撃は、しゃがみ弱パンチを除いて、背負っている魔剣ダイレクが連動して動くもので、通常技のリーチは長いが、反面動作の隙も大きい。また、必殺技の「キルシュレッド」を発動して剣を手放した状態のパンチ攻撃は、剣が無い分リーチが短くなり、威力・点数も若干低下するほか、必殺技や特殊技の大半を出すことができなくなる。空中でのパンチ攻撃は数珠を使ったもので、剣の有無にかかわらず性能の変化はない。
必殺技は、剣を使っての炎・氷・雷の精霊を呼び出すものが多い。だが、必殺技の際に現れる精霊にも食らい判定があるため、相手の攻撃に潰されることも珍しくない。
これらのことから、稼動当時の『ゲーメスト』に掲載された『ハンター』における強さランキングではビクトルに次いで下から2番目という、厳しい評価がつけられた。しかし、自分との位置により戻ってくる軌道が変化し、ガードする方向が剣の位置に依存することでガードが困難な必殺技「キルシュレッド（剣を戻す）」を持ち、ほかの必殺技も性能を理解すれば広い攻撃範囲を有効に使うことができる。また、通常技の性能も悲観するほど低いものではなく、これらを駆使すれば決して弱キャラクターというわけではない。
家庭用『セイヴァー』以降では全体的に調整がなされており、「キルシュレッド（剣を戻す）」を用いた強力な連続技を決めることはできなくなったが、剣を離している状態で使える技が追加されるなど、若干の強化が図られている。
技の性能を熟知することで攻めて勝てるだけの底力を持ち、中堅には食い込める。ただし、技の1つ1つにクセがあるため、使いこなすには技量が要求される。
なお、ドノヴァンのみ切断攻撃（ビシャモンの「辻疾風」やガロンの「モーメントスライス」など）を受けても、身体が分断される演出が一切起こらない。これは彼の外見が人間に似ているため、倫理規制に配慮しての判断とされる。のちの『セイヴァー』に登場するバレッタは人間であるが、身体切断は起こる。

## 技の解説
通常技は魔剣ダイレクを主に使用するが、必殺技「キルシュレッド」を使用して剣を手元から離している間は素手状態となり、このあいだは地上でのパンチ系の通常技のリーチが短くなり威力も低下するが、その分技の動作が速くなる。また、剣を持っている状態でしか使用できない必殺技も存在する。
立ち状態の遠近およびジャンプ状態の垂斜の区別はない。
| 操作     | 立ち                                    | しゃがみ                                | ジャンプ         |
| -------- | --------------------------------------- | --------------------------------------- | ---------------- |
| 弱パンチ | アーゲーカートナ / アーゲーバーンフ(※1) | カムナークーン / カムバーンフ(※1)       | ハルカーハワ     |
| 中パンチ | ドゥールカートナ / ドゥールバーンフ(※1) | ガラムナークーン / ガラムバーンフ(※1)   | ウタルナーハワ   |
| 強パンチ | グッサーカートナ / グッサーバーンフ(※1) | ウーバルダーント / ウーバルバーンフ(※1) | ギルナーハワ     |
| 弱キック | ニカトペール                            | バトラーデーヴダ                        | ダスヴァータ     |
| 中キック | ティークペール                          | ラムバーデーヴダ                        | ソーヴァータ     |
| 強キック | バーリーペール                          | バルナーデーヴダ                        | ハザールヴァータ |

※1 剣を手放した状態

### 特殊技
ダバーナペール
前方に飛び上がるように移動して、体を回転させるようにして足を振り下ろす蹴り（ソバット）を放つ。ダイレクがなくとも使用できる。強キックと同等の扱いで、チェーンコンボに組み込むことも可能。
ペヘラーウタルナ
空中から、剣に乗り斜め下方に向かって落ちる。ガードされると無防備状態で後方に落ち、ヒット時は着地するまでそのまま飛行していく。
ドゥースラーウタルナ
中キック版「ペヘラーウタルナ」で、弱よりもより速く、より急な角度で落ちる。使用条件・性能は同じ。
ティースラーウタルナ
強キック版「ペヘラーウタルナ」で、中よりさらに速く急な角度で落ちる。剣先の形が碇状に変化する。CPUドノヴァンは、この技を連続で出してくることがある。いずれも使用条件・性能は同じ。なお、これら3つの技はダイレクがないと使用不可。
これら3つの技は、ジャンプ攻撃ではあるがしゃがみガードが可能である。相手の足元に当てた場合は、そこからソードグラップルが連続して繋がる場合がある。『ハンター2』と『セイヴァー2』と家庭用『セイヴァー』でのダークフォース発動中、空中チェーンコンボが可能な状態ではパンチ攻撃のあとにつなぐことが可能。

### 投げ技
シャリールマルナ
数珠で相手を拘束してから念動力で持ち上げ、地面へ叩き付ける。技後の追い打ちは、『ハンター』では相手の行動次第で間に合うが、家庭用『セイヴァー』では間に合わない。

### 必殺技
ソードエレメンタル
「ソードエレメンタル」とは、「イフリートソード」、「ブリザードソード」、「ライトニングソード」のように、精霊を召喚する技の総称である。なお、これら精霊を呼び出す技は全て精霊にも食らい判定が存在し、剣を持っていない状態では使用できない。
イフリートソード
念を込めたドノヴァンの肩の上に炎の精霊が現れ、剣を下から振り上げる。当たった相手は燃焼ダウンする。攻撃判定は横方向に広く、剣を下から振り上げる際にも攻撃判定が発生しているため、しゃがんだ相手にも一応当たる（当たり判定が小さい一部の相手には空振りする）。ガードキャンセルに対応している。
ES版は剣を振り上げる回数が2回に増え、最大6ヒットする。技後の追い打ちは、ES版を空中の相手に当てたときにのみ入る。通常、ESともに空中ガードは不可。相手の飛び道具に対しては「打ち消しつつ攻撃」する。『ハンター』では出が少々遅いが、『セイヴァー2』と『ハンター2』と家庭用『セイヴァー』では出が速くなったので対空手段としても使うことができるようになった。
ブリザードソード
念を込めたドノヴァンの肩に氷の精霊が現れ、上方から斜め下に向かって雪の結晶の形の飛び道具を発射する。弱中強により軌道が変化する。弱は弾速が遅く、射程も短い。強は弾速が速く遠くまで飛ぶが、画面端までは届かない。密着状態で出すと、相手によっては当たらないことがある。当たった相手は凍結し、一定時間身動きが取れなくなる。空中の相手に当たると凍結ダウンする。
ES版は発射する雪の結晶が3発に増え、弱中強全ての軌道に向けて発射する。通常、ESともに空中ガードは可能だが、技後の追い打ちはES版のみ可能。
ライトニングソード
念を込めたドノヴァンの肩に雷の精霊が現れ、前方向に放電と剣による閃光を何度も突き刺す。当たった相手を感電させ、一定時間硬直させる。最大ヒット数は、弱中強で異なり、パンチボタンを連射することにより増加する（弱で3、中で5-7、強で7-9ヒットまで変化する）。攻撃判定は横方向に広く、突進技を潰しやすい。反面、発生が若干遅く、技後の硬直も長いので使い方が難しい。
ES版はドノヴァンの体が光り、最大ヒット数が9、連射することで15ヒットまで伸びる。通常、ESともに、技後の間合い次第で別の技による追撃を叩き込むことも可能。
ヒット効果は、通常、ESともにのけぞりで、空中の相手は一定時間感電したあとに吹き飛ぶ。相手のめくり（後ろに回ることによってガード方向を狂わせるテクニック）の対策に使うこともできる。
ソードグラップル
コマンド投げ。数珠で相手を拘束してから剣で3度斬り裂いて飛ばす。斬る際に剣の形状が大きく変化する。技後の追い打ちは、「ハッディーダルド」のほかにEX必殺技の「プレスオブデス」を当てることも可能。ES版は存在せず、剣を持っていないときは使用できない。通常投げの「シャリールマルナ」の威力が極端に低いのに加え、この技を決めたあとは余裕を持って「ハッディーダルド」→「キルシュレッド（剣を刺す）」も可能であるため、ドノヴァンには重要な存在（ドノヴァンの技には追い討ちが間に合うものがほとんどないことも後押ししている）。
キルシュレッド
剣を地面へ突き刺すモーションと戻すモーションが存在する。『セイヴァー』以降は剣に雷を落とすモーションが追加され、技の動作の名称も一部変更されている（『ハンター』では「刀を放す」「刀を引き戻す」、『セイヴァー』では「剣を刺す」「剣を戻す」または「剣を抜く」）。『セイヴァー』以降は、刀を刺す速度がかなり速くなっている。
刀を放す、剣を刺す
『ハンター』では必ず自分の足元に剣を突き刺し、ボタンの威力により「戻す」時のヒット数が変化する。『ハンター』では刺す瞬間、剣を握っているモーションは全身無敵だが、投げられ判定は残っており、隙もある。『セイヴァー』以降は無敵時間がなくなった。
ES版は、ドノヴァンの体が発光し、自分の足元に剣を突き刺す。この時点で剣もES化し、「刀を引き戻す」際にその効果を発揮する。
『セイヴァー』以降は弱中強により、剣を突き刺すとその位置が自動的に変わる。その仕様は作品ごとに異なる。
家庭用『セイヴァー』（以下、「S1性能」）
中は自分の足元に刺し、剣は移動しない。弱はドノヴァンの立ち位置に関係なく画面左端、強は画面右端に剣が移動する。
『セイヴァー2』、『ハンター2』（以下、「S2性能」）
弱は自分の足元に刺し、剣は移動しない。中はドノヴァンの立ち位置より少し前方、強は大幅に前へ剣が移動する。
なお、アーケード版『セイヴァー2』と『ハンター2』では通常は「S2性能」だが、キャラクター選択時にスタートボタンを押しながら選択することでアナザーとして「S1性能」に切り替えることが可能。家庭用では、セガサターン版『セイヴァー』は「S1性能」のみ選択可能だが、PlayStation版『セイヴァー EXエディション』では「D.F.チェンジ」「D.F.パワー」共通で普通に選択した場合は「S1性能」、セレクトボタンを押したアナザー（アニタが傍にいる）で「S2性能」となる。PlayStation 2版『ダクコレ』では、『セイヴァー』が通常「S1性能」→アナザー「S2性能」、『セイヴァー2』と『ハンター2』が通常「S2性能」→アナザー「S1性能」となっている。
刀を引き戻す、剣を戻す（剣を抜く）
ドノヴァンの向いている方向へ剣が回転しながら飛んでいき、その後ドノヴァンの位置を自動追尾して戻ってくる。空中でも発動できる。発動時のボタンの威力によって飛行距離が異なり、弱は距離にして画面の半分、中は1画面分、強は画面を少しはみ出るほど進み、画面外へも突き抜ける。『ハンター』では「刀を放す」際のボタンの威力によってヒット数が変化し、弱は1ヒット、中は2ヒット、強は3ヒットする。『セイヴァー』以降は弱中強共通で3ヒット。進むときと戻ってくるとき、両方に攻撃判定が存在するが、途中でドノヴァンが攻撃を食らうか規定のヒット数を超えると判定は消滅する。ドノヴァンの位置やコマンド入力時の威力によって、戻ってくるまでの時間が変化する。『ハンター』では、ドノヴァン自身が攻撃を出していなかった場合はガード方向が剣の位置に準拠していたため、ドノヴァン本体と剣とで相手を挟み込むことにより、強力な攻めを狙うことができたが、『セイヴァー』以降ではガード方向が常にドノヴァンの向きとなってしまっている。
「放す」時にES版にしていた場合、ヒット数が最大6ヒットにまで増え、飛行距離が「戻す」時のボタンの威力にかかわらず、通常版の強と同じになる。数発当たると自動的に相手を突きぬけて後方に飛んで行き、残りの攻撃判定を残しつつ戻ってくる。さらに、通常版と違うのは、剣を飛ばしている最中に相手の攻撃を食らっても攻撃判定が消滅しない点である。最後の6発目が当たると、相手は体を切断されてダウンする。
なお、『ダークストーカーズコレクション』では、ディーの同技も含め「剣を抜く」という表記に変わっている。
剣に落雷
『セイヴァー』から追加された派生技。地面に刺した剣に雷を落とす。剣の位置に雷を落とすため、相手に重なっていないと当たらない。弱中強により、ヒット数が1-3まで増加する。ヒット後は追撃を狙える。
ES版は、雷が太くなるために射程が若干横方向へ広がり、ヒット数も4まで増える。「戻す」とは違い、ESで刺さなくても2ボタン同時押しで発動させることで、ES化する。
ハッディーダルド
『ヴァンパイア』シリーズの、システムとしてあるダウン追撃攻撃。ジャンプして、つま先で相手を踏みつける。
ES版は、踏みつけた後に真上に跳ねて反転し、頭から突っ込む。ヒット数が2に増える。

### EX必殺技（超必殺技）
プレスオブデス
ドノヴァンが念じると画面が暗転し、空中から雲のような巨人が現れて相手を踏み潰す。押したボタンの威力により、巨人が出現する位置が変化する。攻撃判定は2回出現し、巨人が足を下ろしきった瞬間のみ、倒れた相手への追い打ちとして攻撃ができる。しゃがみガードは不可で、空中ガードは可能。『ハンター2』『セイヴァー2』のダークフォース中は、踏み潰す回数が2回に増え、1回目の足がヒットした場合は2回目の足が追い討ち攻撃になる。
『スーパーパズルファイターIIX』でも演出として使用されているが、召喚するものが巨人ではなく、『ハンター』の勝利ポーズに登場していた「ブラド=アブルード」の棺を敵に落とす動作に変更されている。
チェンジイモータル
ボタン順押しコマンド技。翼の生えた巨大な悪魔のような姿になり、一旦画面端まで下がってから相手に突進する。突進前にレバーを上下どちらかに入れておくことで飛行する軌道を変化でき、食らった相手は感電してダウンする。必ず画面端まで移動してから前方向に突進するという性質上、直撃させるのが困難。魔人に変身するまでは無敵状態なだけでなく、魔人に変身しきった直後から攻撃判定は出現するため、相手が接近している状態でリバーサルで出せばヒットさせやすいが、それでも確実性に欠ける。技後の硬直時間は長く、ガードされたり外れた場合は確実に反撃されるため、使い方が難しい。「ESキルシュレッド」と異なり、ガードを固めている相手に使っても全く無意味な技。
『クロニクル』の「ヴァンパイアタイプ」では、このEX必殺技のみが使用できる。
スレイシュレッド
家庭用『セイヴァー』でのダークフォース、『ハンター2』『セイヴァー2』でのEX必殺技。ダイレクが活動的になり、回転しながらドノヴァンの周囲を飛び回り、ドノヴァンの攻撃に合わせて相手方向に飛んでいく。特定の距離に達するとブーメランのように戻ってくる。押した攻撃ボタンの弱中強に応じて、剣の飛距離とヒット数が変化する。ただし、剣の飛行中にドノァン本体がダメージを受けると、戻ってくるまで剣の攻撃判定はなくなる。また、発動中は剣を必要とする攻撃は行えない。ダイレクの攻撃判定は相手に触れるまで存続し、多段ヒットもする。ドノヴァンの連続技を発展させる強力なダークフォースである。
なお、家庭用『セイヴァー』のダークフォースはダイレクを刺した状態でも発動可能（発動時にドノヴァンの所へ戻ってくる）だが、『ハンター2』『セイヴァー2』ではダイレクを刺した状態では発動できない。

### ゲーム以外での技
名称不明
OVA版のラストシーンでドノヴァンが使った技。魔剣ダイレクに乗って宇宙にいるパイロンのもとまで行き、光を身に纏った蹴りでパイロンを消滅させた。パイロンにはそれまでどんな攻撃も歯が立たなかったため、凄まじい威力であることがわかる。

## ディー
ディー (Dee) は、PlayStation 2版『ヴァンパイア ダークストーカーズコレクション』に収録された『セイヴァー』『セイヴァー2』『ハンター2』の各アレンジバージョンにのみ登場する謎の男。ドノヴァンとよく似た顔と髪形をしており、前髪が長く伸び横分けになっている。体格や服装はデミトリによく似ているが、デミトリとは違い胸元部分をはだけた真っ赤な服にボロボロのマント、首元に珠を身に着けており、体からはくすんだ色のオーラを発している。さらに、背中に背負っている魔剣ダイレクの刀身が、血のように真っ赤に染まっている。基本モーションはデミトリと同じものが多く、必殺技はドノヴァンと同じもの。ただし、呼び出す精霊たちの色が真っ赤に染まっている。さらに、剣を刺した状態でのみ出せる技が2つと、瞬間移動できる独自の技が追加されている。この瞬間移動技「ヘルダイブ」はかなり強力で、剣を刺してから「ヘルダイブ」を発動することによってドノヴァン以上に相手を挟み込むことができる。
彼の勝利メッセージは希望が全くなく、暗いものが多い。また前向性健忘を示唆するものもある。アレンジ版『セイヴァー』のエンディングでは、成長したアニタとの戦闘が始まるが、戦闘開始とともにそのまま画面が真っ白になり、墓参りをするアニタを背景にしたエンディングテロップが流れ始める。このときに流れるBGMは『クロニクル』のスタッフロールで使用された、レクイエムのような暗い曲になっている。
また、アレンジ版『セイヴァー2』『ハンター2』では難易度NIGHTMAREのときに限り、アーケードモードで隠しボスの朧ビシャモンを倒した直後に必ず乱入してくる。その際は、真っ暗な画面の中に笑い声とともにディーが現れ、「チェンジイモータル」時のように炎がディーの周囲に舞い、氷をまとったダイレクが降ってきて、髪で拾うという特殊な演出で登場する。このディーが出現するステージはREVENGER'S ROOSTに似ているが、配色が同ステージの表裏カラーの両方とも異なるディー戦専用の特別なものとなっており、プレイヤーが対戦などで選択することはできない。『ハンター2』と『セイヴァー2』では曲が異なり、『ハンター2』では『クロニクル』サウンドテストにて聞くことのできるゲーム中未使用のボーナストラック、『セイヴァー2』では『クロニクル』オープニング曲のアレンジ版が使われている。なお、『ハンター2』にてディーのBGMが流れる際に隠しコマンドで選択できる裏BGMも、同じくこの『クロニクル』オープニング曲となっている。対CPU戦でディーを倒してクリアした場合、スタッフロールが通常とは少し演出が異なる（前述のレクイエムが流れる）ものに変化する。
『ヴァンパイア グラフィック ファイル』でのディーの紹介の見出しは「孤独に魔界をさまよう狩人のなれの果て」となっている。

### ゲーム上の特徴
デミトリの通常技とドノヴァンの必殺技が合わさった独自の技を持ち、デミトリともドノヴァンとも違う新しい戦い方ができる。「ヘルダイブ」で相手を挟みやすいのに加え、剣を刺した状態でも「イフリートアロー」などで多少の応戦が可能。しかし、「キルシュレッド」の性能がドノヴァンよりも若干劣っていたり（剣を刺すときの時間が長い）、「ペヘラーウタルナ」のような剣に乗って降下する技が使えなくなっている。これらの技は打点を低くすることで相手の出した対空技も潰せるので、必ずしもディーの方が強いとは言い切れない。

### ディーの技
基本的には通常技はデミトリ、必殺技はドノヴァンと同じだが、細部で異なっている。剣を持っていない状態でのみ使用可能な必殺技もある。

#### 特殊技
ドノヴァンとは違い、「ペヘラーウタルナ」を初めとする、剣に乗って降下する技が使えない。
レバー前入れ強キック（正式名称不明）
ドノヴァンの「ダバーナペール」に相当する技。ジャンプ強キックと同じモーションで、体を回転させるようにして足を振り下ろす蹴りを放つ。ダイレクがなくとも使用でき、チェーンコンボにも組み込める。
空中でレバー下または上入れ強パンチ（正式名称不明）
ドノヴァンの「ハルカーハワ」（ジャンプ弱パンチ、下方向）および「ギルナーハワ」（ジャンプ強パンチ、上方向）に相当する技。ディーのジャンプ強パンチは、通常はドノヴァンのジャンプ中パンチ（ウタルナーハワ）と同じく数珠を真横に向けて攻撃する技なのだが、レバーを上下どちらかに入れることで数珠の攻撃方向を変えることができる。

#### 投げ技
シャリールマルナ
ディーの通常投げはデミトリではなくドノヴァンのものになっており、同じく数珠で拘束して叩き付ける。デミトリのようなキック投げ、空中投げは使用できない。

#### 必殺技
イフリートアロー
剣が手元にない状態でのみ、出すことが可能な必殺技。喉もとのあたりから、一直線に伸びるビームを発射する。当たった相手は、燃焼し必ずダウンする。剣を地面に刺しているときだけでなく、剣を飛ばしている最中にも出すことができる。ただし攻撃位置が高いため、ガロンなど背の低い相手には当たらない。
ES版はビームが太くなり、ヒット数が3に増える。
ヘルダイブ
瞬間移動技。デミトリの「バッドスピン」のように、その場で煙のように消えてから必ず空中に現れる。空中でも使用可能。出現する位置は弱中強でパイロンの「ギャラクシートリップ」のように変わり、弱は相手の若干手前、中は相手の手前付近、強は相手のすぐ後方の位置に現る。ただし相手が画面端にいる際は、弱は画面左端手前、中は画面中央、強は相手の真正面すぐ近くに現れる。この技により「剣を刺す」→「ヘルダイブ」という動きを取ることが可能で、ドノヴァンよりも独特な攻めを狙うことができる。攻めだけでなく、相手のラッシュに対する逃げの手段として使うことも可能。
キルシュレッド
ドノヴァンの「キルシュレッド」はコマンドによって剣の出現位置が変わるが、ディーの同技は剣の位置が自分の足元に固定され、「剣を刺す」時のボタンの威力でヒット数と飛行距離が異なるという『ハンター』期のドノヴァンに近い性能となっている。ただしドノヴァンとは違い、剣の飛行距離も「刺す」時点での弱中強で同時に決定され、「剣を抜く」際のボタンの威力では変化しない（ES版の飛行距離は強と同じ）。また、『セイヴァー』以降のドノヴァンと同じく、ガード方向は剣ではなくディー本体の位置に準拠する。ドノヴァンで問題視されていた、剣がない状態だと危険という状態でも、ある程度の応戦が可能。
ソードエレメンタル、ソードグラップル
演出が多少異なるが、剣が無いと使えない点も含めてドノヴァンのものとほぼ同性能である。
名称不明（追い討ち攻撃）
『ヴァンパイア』シリーズの、システムとしてあるダウン追撃攻撃。デミトリの「ヘルズライド」によく似たモーションで相手を踏みつける。
ES版は通常のモーションのあとに、悪魔のような姿になり左右の足で交互に連打するように踏みつけ、ヒット数が10ヒットに増える。同じ追い討ち攻撃であるドノヴァンの「ESハッディーダルド」に比べてヒット数が多いため、この技を食らった際のスペシャルストックゲージの増加量は多めに設定されている。ES技のようなゲージを使う技は、食らった相手のゲージのみ増えるため、追い討ちに関してはドノヴァンよりディーの方がリスクが高い。

#### EX必殺技（超必殺技）
キルブレイド
剣を刺した状態でのみ出すことが可能なEX必殺技。デミトリの「デモンブラスト」のモーションで巨大な剣を多数打ち出す。使用後は必ず、剣を所持した状態に戻る。ゲージを2本消費し、ヒット数が凄まじく、ガードされても相手の体力をそれなりに削れる。この技を当てると相手がダウンするし、追い討ちをかけることが可能。この技を当てたあとにES版追い討ちを決めると計42ヒットする。この技の性能は刺さっている剣に左右されるわけではない。
プレスオブデス
コマンドがドノヴァンとは大きく異なり、キックボタン同時押しで出すと発動時の相手の位置をホーミングして巨人が出現する。また、ドノヴァンのものより出が速く、無敵時間も長いため、相手の攻撃に一方的に打ち負けることは少ない。
チェンジイモータル、スレイシュレッド
演出が多少異なるが、ドノヴァンのものとほぼ同性能。

### ドノヴァンやデミトリとの相違点
- 声は、デミトリと『ハンター』期のドノヴァンを演じた檜山修之。
- 通常技はデミトリとほぼ同じもので、剣も同時に攻撃するもののほとんど判定が変わらず、ドノヴァンのようなリーチのある攻めはできない。代わりに、空中からの攻撃は強い攻撃判定を持つ。また、以下の通常技はデミトリとは異なる。
  - しゃがみ強パンチ - アッパーと同時にドノヴァンのように剣を振り上げる。ただし横方向へのリーチはドノヴァンより狭い。
  - ジャンプ強パンチ - ドノヴァンと同じく数珠による攻撃。ドノヴァンはパンチの弱中強で数珠の出る方向が変化していたが、ディーは攻撃時にレバーの上下で攻撃位置を変更できる。
  - ジャンプ弱キック - 『ハンター』期のデミトリのように足を斜め下に伸ばす。
  - ジャンプ強キック - デミトリは両足を揃えて振り下ろすが、ディーは体をひねるように片足で踵落としを決める。
- ダッシュはデミトリのように姿を消すダッシュではなく、ドノヴァンと同じく地上を滑るようなダッシュとなっている。
- 「スレイシュレッド」や「プレスオブデス」などの際に発する台詞がなくなっている。掛け声は『ハンター』のドノヴァンに近い。
- 「ソードグラップル」時の構えは、ドノヴァンは呪文を唱えるような構えだが、ディーは魔力で軽く動かすような構え。
- ガード時に魔法陣のようなバリアを発する。
- ドノヴァンは身体切断演出が絶対に起こらなかったが、ディーはデミトリと同様に身体が分断される。
- 勝利メッセージで流れる曲はシャドウと同じものになっている。
- 乱入キャラクターはデミトリ。『セイヴァー』アレンジバージョンでは登場時のデモで「狩る者と狩られる者が引き合い、本能が（ディーを）殺せと言っている」とつぶやく。
- 対戦でディー同士の同キャラクター対決時は、2P（右）側のディーが片手で顔を覆いながら不敵に笑うという登場ポーズに変化する。

## アニタ
アニタ (Anita) は、孤児院に預けられていた所を、ドノヴァンによって保護された少女。身長84cm、体重13kg。胸元に赤いリボンのついた白いブラウスに青いスカート、ブラウンの髪を長い三つ編みにしている。強い超能力を持って生まれてきたために周囲から迫害を受けたことで心を閉ざし、感情を失った。常に無表情でうつろな眼差しをしており、常に母の形見と思われる首が無い赤い服の人形を抱えている（この人形の首は『ハンター』ではパーフェクト勝利時に登場する棺の中に入っている）。常に無口で、『ハンター』ではボイスが存在しなかったが、『セイヴァー』以降はドノヴァンの勝利時と敗北時に一言ずつ言葉を発する。
『ハンター』と『ハンター2』ではアニタはドノヴァンの側にいるが、『セイヴァー2』と家庭用『セイヴァー』ではアニタは相手の側にいる（ドノヴァン同士のときはアニタは1人しか登場しない）。またPlayStation版『ヴァンパイア セイヴァー EXエディション』ではセレクトボタンを押しながらドノヴァンを選択すると、『ハンター2』と同様にアニタをドノヴァンの側に付くようになる。
『ハンター』のエンディングでは、返り血を浴び魔物と化していくドノヴァンを前に感情を取り戻し涙を流す。10年後、ドノヴァンのもとを離れ成長したアニタが、ドノヴァンを想い笑みを浮かべる姿が描かれている。また、アレンジ版『セイヴァー』のディーのエンディングでは、青い帽子と服に身を包んだ成長したアニタが「UNKNOWN」（『ハンター』でのドノヴァンステージ）に登場する。前述の『ハンター』での成長したアニタと比べ、悲しげな表情を浮かべ物憂げな雰囲気となっている。演出として戦闘開始ポーズのみ存在するが、実際に使用することはできない。
人間界の統率者たる使命を持って生まれてきたという設定があったが、ジェダのエンディングでは「あの女」とのみ語られているのみで、誰のことかは全く示されていなかった。そのことについての問い合わせが多かったことから、あとからこれはアニタのことであると雑誌で公式発表される事態になった。
なお、業務用『セイヴァー』にはドノヴァンは参戦しなかったが、隠しボスキャラクターの朧ビシャモンを倒した場合、おまけエンディングでアニタが出演していた。これはメインストーリーとは全く関係のないギャグ調のものとなっている。このエンディングデモはPlayStation版『セイヴァー EXエディション』などでは「ANITA」エンディングと呼称されていた。また、『ハンター2』と『セイヴァー2』と『クロニクル』ではこのおまけエンディングはカットされているが、背景のアニタが256分の1の確率でこのエンディングでの黒い水着姿に変わることがある。
ドノヴァン同様、当初は『セイヴァー』にプレイアブルキャラクターとして参戦する予定もあったが、没となった。人形遣いというコンセプトで登場する予定であり、設定資料集にそのイラストが掲載されている。また、植物を自在に操り、茨の鞭で戦うという設定案もあった。この他、アニタの未参戦によって没となったジェダのエンディングでは、アニタがジェダに乗っ取られることを示唆する描写のイラストもある。
アニタの欧米版の名前は、『Night Warriors』（英語版『ハンター』）の時点では「Amanda（アマンダ）」とされていたが、のちに日本と同じ「Anita」へと変更された。

### 隠しキャラクターとして
『マーヴル・スーパーヒーローズ』では日本版限定の隠しプレイヤーキャラクターとして参戦している。アニタのグラフィックは『ハンター』のモーションをほぼそのまま流用しており、彼女自身が、リボン付きで刀身がピンクの、形が若干小さい魔剣ダイレクを持って戦う。勝利台詞は彼女自身の台詞ではなく、スタッフによるコメントやパロディなどで構成されている。業務用ではフリープレイに設定したうえで基板に特殊な設定を施さなければ使用できず、勝利後の画面などもサノスの流用であった。また、シュマゴラスとの対戦時、石化モーションが存在しないため強制リセットになるという不具合が存在した（シュマゴラスがタイムジェムを発動すると、飛び道具の「ミスティックステア」以外の技を当てた相手を石化して動けなくさせるという特殊能力を持つようになる）。業務用でのエンディングは、剣をその場に残して石化したヒーローたちをジェムの力で元に戻し、メッセージなどが流れない代わりにスタッフロールが2回流れるというものだった。家庭用移植版では不具合が改善され、対戦時のグラフィックのみ新規に描き下ろされている（勝利後の画面はサノスのまま）。エンディングも業務用から多少変更され、石化したヒーローたちを助けずそのまま立ち去り、スタッフロールも1回のみになっている。
両機種ともCPUキャラクターとして登場することはないが、当たり判定が非常に小さいこと、空中からの6ボタンチェーンを永久に決め続けられること、接近状態で当てれば強力無比なインフィニティ・スペシャル「ラブフォーユー」など、その能力はボスキャラクターであるドクター・ドームやサノスを遥かに凌駕する。
のちに『スーパーパズルファイターIIX』の家庭用でもドノヴァンの裏キャラクターとして参戦。また、『MARVEL VS. CAPCOM CLASH OF SUPER HEROES』にもスペシャルパートナーとして登場している。

### アニタの技
『MSH』におけるアニタの技は、基本的にドノヴァンのものをベースとしている。ただし通常技は立ち・しゃがみ・空中のパンチ・キック全てが腕を前に突き出すモーションとなっており、魔剣の攻撃位置と動きが変化するのみ。このため、剣を離す「キルシュレッド」中はリーチ・攻撃力ともに大きく低下する。また、ダッシュ攻撃には慣性が働かないため、通常技を出すとその時点でダッシュが停止する。インフィニティ・ゲージの最大ストック数は3本で、得意ジェムはない。

#### 特殊技
4段ジャンプ
空中で上要素を押すことでジャンプすることが可能。地上に落下するまで、最大3回まで使用できる。

#### 投げ技
地上投げ
相手の体に触れずに念動力で拘束し、空中で1回転させてから画面端へ投げつける。相手を画面端付近に追い詰めた状態で決めれば壁に叩きつけられるため、追い打ちも可能。
空中投げ
地上投げと同じ。技の動作中はアニタが空中で一瞬静止する。

#### 必殺技
キルシュレッド
コマンドを1回入力すると足元の地面に刺し、もう一度入力すると相手方向へ飛んで行った後に手元へ戻る。「剣を刺す」時のボタンの威力による性能差はなく、常に最大1ヒットで攻撃力も変わらない。「剣を戻す」時の弱中強でドノヴァン同様に飛行距離が変化するが、アニタと剣で敵を挟んでいた場合は直接アニタに向かって帰ってくるように剣が飛び、アニタの背後に剣が刺されていると、飛行する剣が往路の場合でもアニタと剣が重なった時点でそのまま手元に戻ってしまう。また、戻ってくるときの軌道もドノヴァンのものとは若干異なり、アニタの位置に合わせて小刻みに移動する。相手に1回ヒットかガードされた時点で判定は消滅してしまうが、剣を飛ばしている最中にアニタが攻撃を食らっても攻撃判定は消滅しない。また、剣の位置に関係なく、ガード方向は常にアニタの向きとなる。なお、相手の体が切断されるという演出はない。空中で剣を飛ばすと、アニタが一瞬空中で静止する。
ソードエレメンタル
以下の2つは、剣を持っている状態でのみ使用可能。それぞれドノヴァンの「イフリートソード」と「ライトニングソード」に似た性能となっている。
豪鬼召喚
アニタの背後に背を向けた豪鬼が現れるとともに、炎に包まれた剣を上に振り上げるように攻撃する。攻撃は2ヒットし、食らった相手は燃焼ダウンする。空中でも使用でき、動作中はアニタが空中で静止する。エリアルレイヴにも組み込める。ドノヴァンの「イフリートソード」とは違い、空中ガード可能だが、ガード時も相手は大きく弾き飛ばされるため反撃を受けづらい。
インフィニティ・カウンター時に発動する技としても設定されており、この場合は攻撃判定が出現してからしばらく続くほど無敵時間が非常に長く、空中ガードもできなくなる。カウンター時は空中では使用できない。
鈴鈴召喚
アニタの背後でレイレイの姉であるリンリンが現れて術を唱え、電撃による無数の突きを放つ。豪鬼召喚同様、空中でも使用可能で、動作中はアニタが空中で静止する。エリアルレイヴにも組み込める。ドノヴァンの「ライトニングソード」とは異なり、ボタンの威力や連打に関係なく密着なら20ヒット前後し、ダメージ・気絶値ともに高い。ただし、空中ガードは可能で、ガードされた場合の隙も大きく、当てた位置によってはヒットさせた場合でも大きな隙が生じる。

#### インフィニティ・スペシャル（超必殺技）
ラブフォーユー
アニタの体からオーラが発せられ、彼女が抱いている首の無い人形から無数の首を発射する。首は98個発射され、スーパージャンプ以外での回避が困難。なお、コンボ補正の影響で、（密着状態だと）ヒット・ガードを問わず与えるダメージ量がほぼ変化しないという性質を持つ。しかし、ガードさせた場合は多少の隙があるため反撃を受ける危険もある。近距離で強攻撃にキャンセルをかけて出せば、簡単に99ヒットする。
家庭用『スーパーパズルファイターIIX』でも攻撃アクションの演出として使用され、『MSH』のフィニッシュ演出を模して「LOVE FOR YOU」の文字が画面に表示される。なお、セガサターン版やPlayStation版では技の動作や人形の頭のデザインが『MSH』から変更されている。
人形の頭のデザインはどちらも、『ハンター』で棺の中に封印されている人形の頭のデザインとは若干異なっている。『MSH』に使用されたバージョンの人形の頭は、『セイヴァー』で朧ビシャモンを倒した際の隠しエンディングにてアニタとともに登場している。
このほか、アニタの勝利メッセージのひとつで「最終闇技・超裂砕雷滅拳 竜獄殺」という技が複雑なコマンドとともに記載されているが、これは単なるジョークメッセージであり、実際には使用できない。

#### スペシャルパートナー（援護攻撃）
名称不明
『MARVEL VS. CAPCOM』での援護攻撃。念力で浮かせた多数のアイテムを相手にぶつける。飛行するアイテムはランダムで変化し、稀にドノヴァンも飛んでいく。1試合中の使用可能回数は5回。

## 特殊なダメージモーション
ミッドナイトブリス（デミトリ）
ドノヴァン
そのまま女性化した姿だが、服装が露出度の高いものになる。
ディー
ツインテールの少女。服装を胸の部分がはだけたハイレグ風にしたもの。
王家の裁き（アナカリス）
ドノヴァン
『ハンター』、『ハンター2』では頭にカレーの容器を乗せたインドの少女風の姿。
『セイヴァー』、『セイヴァー2』ではドノヴァンをそのまま3頭身化したような姿。
PlayStation版『ヴァンパイア セイヴァー EXエディション』では、D.F.チェンジ仕様だと『セイヴァー』での裁かれ姿になり、D.F.パワー仕様だと『ハンター』での裁かれ姿になる。
ディー
赤い色のコウモリ姿となる。
どちらも、ダイレクも同時にデフォルメされる。
とが首さらし（ビシャモン）
ドノヴァン
数珠の1珠。身体は切断されない。
ディー
上半身だけで、台の上で腕組みしている姿。デミトリと同様。
サングェ＝パッサーレ（ジェダ）
ドノヴァン
数珠が膨らむ。
ディー
デミトリ同様、掌が膨らむ。

## 登場ゲーム作品
- ヴァンパイアシリーズ
  - ヴァンパイア ハンター
  - ヴァンパイア セイヴァー - 業務用ではエンディングの演出のみアニタが登場。家庭用からドノヴァンが参戦。
  - ヴァンパイア ハンター2
  - ヴァンパイア セイヴァー2
  - ヴァンパイア クロニクル ザ カオスタワー
  - ヴァンパイア ダークストーカーズコレクション - 隠しキャラクターとしてディーも登場。
- その他
  - マーヴル・スーパーヒーローズ - ドノヴァンは登場しないが、ゲーム中の演出でアニタが登場し、隠しキャラクターとしても使用可能。ただし、ストーリーなどはなく、勝利時のコメントが開発スタッフのコメントなどになっていた。
  - MARVEL VS. CAPCOM CLASH OF SUPER HEROES - スペシャルパートナーとしてアニタが登場して、発動の際にはドノヴァンも時々登場する。
  - スーパーパズルファイターIIX - ドノヴァンが参戦し、家庭用のみ裏キャラクターとしてアニタも使用可能。
- 他社
  - SNK VS. CAPCOM 激突カードファイターズシリーズ

## 声の出演
ドノヴァン
- 檜山修之（『ヴァンパイア ハンター』）
- 小杉十郎太（ヴァンパイア『セイヴァー』以降、ドラマCD『ヴァンパイアハンター外伝〜宿命の旅人ドノヴァン〜』）
- 岩永哲哉（『スーパーパズルファイターIIX』）
- 石塚運昇 （OVA『THE ANIMATED SERIES ヴァンパイアハンター』、ドラマCD『ヴァンパイアハンター The Animated Series 』）
- 置鮎龍太郎（ドラマCDおよびカセット ヴァンパイア ハンター『ヴァンパイア・ナイト 〜お笑い夜の祭典〜』、『ダークネスミッション〜特選バター醤油味〜』）

アニタ
- 氷上恭子（ヴァンパイア『セイヴァー』以降、DC版『スーパーパズルファイターIIX』）
- 椎名へきる（ドラマCD『ヴァンパイアハンター外伝〜宿命の旅人ドノヴァン〜』）
- 矢島晶子（OVA『THE ANIMATED SERIES ヴァンパイアハンター』、ドラマCD『ヴァンパイアハンター The Animated Series 』）
- こおろぎさとみ（ドラマCDおよびカセット ヴァンパイア ハンター『ヴァンパイア・ナイト 〜お笑い夜の祭典〜』、『ダークネスミッション〜特選バター醤油味〜』）

## その他
ドノヴァンの技名は、必殺技とEX必殺技を除いてヒンディー語。なお、『ハンター』での勝利メッセージの1つに出てくる「カルマ」とは、仏道における「業」を意味する単語。
一部の戦闘前ポーズと勝利ポーズには、アイアンメイデンのような拷問器具に似た、倒した魔物を封印するための「ブラド=アブルード」の棺が現れる。『ハンター』ではパーフェクト勝利時に出現し、1本目に勝利すると相手をそれで押し潰し、2本目に勝利すると相手をその中に封印する（その際、棺の中に骸骨やアニタの人形の首が入っている）。